# Плевромейя
Плевромейя (лат. Pleuromeia) — род вымерших споровых растений класса полушниковых (Isoetopsida). Ископаемые остатки рода найдены в триасовых отложениях, плевромейя господствовала в раннем триасе по всей Евразии и в некоторых других регионах. Её осадочная составляющая в моноспецифичных комплексах на недоразвитых палеопочвах является доказательством того, что данный род является конъюнктурным первопроходцем, который произрастал на минеральных почвах в условиях низкой конкуренции. Он распространился в высоких широтах при парниковых климатических условиях после событий массового пермского вымирания. Хвойные вновь проявились в раннем анизийском ярусе, за которыми последовали цикадовые и птеридоспермовые позднего анизийского яруса.

## Описание
Плевромейя — это травянистое растение, имеющее неразветвлённый стебель с отсутствующей вторичной тканью длиной 30 и толщиной 2—3 см у ранних видов и до 2 м длины у поздних видов. Стебель как может иметь небольшие микрофиллы, которые сбрасываются в нижней части ствола, так и может быть совершенно безлистным в зависимости от вида и условий произрастания. Плевромейя имеет двух- или четырёхлопастное луковичное основание, к которому присоединены многочисленные придаточные корни. Растение обычно производит одну большую шишку на конце стебля, но ряд видов могли иметь множество шишек малых размеров. Верхняя часть шишки содержит микроспорофиллы, в то время как нижняя часть — мегаспорофиллы; обе части могут прибавлять в длине до середины шишки. Спорофиллы расположены снизу вверх. Обе части обратнояйцевидные, от круглого до овоидного спорангия и языкоподобного расширения ближе к кончику на верхней/внутренней стороне. Трёхлучевые микроспоры полые, круглые и достигают 30—40 мкм в диаметре. Мегаспоры имеют слоистую внешнюю оболочку с небольшой трёхлучевой отметиной, также полые, округлые или овоидные по форме до 300—400 мкм в диаметре. Строение спор плевромейи схоже с таковыми у полушниковых (Isoetes), что обосновывает предполагаемую тесную связь между плевромейевыми (Pleuromeiaceae) и полушниковыми.
Плотные популяции плевромейи при едва заметном присутствии других видов регистрируются по всему миру от полузасушливых до мест обитания, подвергающихся воздействию приливов и отливов.